# Arsenal Football Club 1990-1991
Questa voce raccoglie le informazioni riguardanti l'Arsenal Football Club nelle competizioni ufficiali della stagione 1990-1991.

## Stagione
Nella prima parte della stagione l'Arsenal andò incontro ad alcune difficoltà, legate ad una penalizzazione di due punti per una rissa con i giocatori del Manchester Utd nell'incontro di First Division del 20 ottobre e alla condanna del capitano Tony Adams a quattro mesi (successivamente ridotti a due) per guida in stato di ebbrezza: ciononostante, i Gunners si accreditarono come unici rivali del Liverpool nella lotta per il titolo, infliggendo la loro prima sconfitta stagionale e sorpassandoli durante il mese di dicembre. Dopo aver respinto un tentativo del Liverpool di riappropriarsi della vetta approfittando della loro prima stagionale contro il Chelsea, nel mese di marzo i Gunners piazzarono l'allungo definitivo che consentì loro di assicurarsi il decimo titolo del proprio palmarès con 180 minuti di anticipo, oltreché divenire la prima squadra inglese ad entrare nella Coppa dei Campioni dopo la fine della squalifica comminata dalla UEFA per la strage dell'Heysel.

## Maglie e sponsor
Lo sponsor tecnico per la stagione 1990-1991 è Adidas, mentre lo sponsor ufficiale è JVC. 
| Casa | Trasferta |

## Rosa
| N. |                        | Ruolo | Calciatore            |
| -- | ---------------------- | ----- | --------------------- |
|    | Inghilterra (bandiera) | P     | Alan Miller           |
|    | Inghilterra (bandiera) | P     | David Seaman          |
|    | Scozia (bandiera)      | P     | Jim Will              |
|    | Inghilterra (bandiera) | D     | Tony Adams (capitano) |
|    | Inghilterra (bandiera) | D     | Steve Bould           |
|    | Inghilterra (bandiera) | D     | Lee Dixon             |
|    | Inghilterra (bandiera) | D     | Andy Linighan         |
|    | Irlanda (bandiera)     | D     | David O'Leary         |
|    | Inghilterra (bandiera) | D     | Colin Pates           |
|    | Irlanda (bandiera)     | D     | Pat Scully            |
|    | Inghilterra (bandiera) | D     | Nigel Winterburn      |
|    | Inghilterra (bandiera) | C     | Paul Vincent Davis    |

| N. |                        | Ruolo | Calciatore        |
| -- | ---------------------- | ----- | ----------------- |
|    | Inghilterra (bandiera) | C     | David Hillier     |
|    | Islanda (bandiera)     | C     | Sigurður Jónsson  |
|    | Svezia (bandiera)      | C     | Anders Limpar     |
|    | Inghilterra (bandiera) | C     | Gary McKeown      |
|    | Inghilterra (bandiera) | C     | Ray Parlour       |
|    | Inghilterra (bandiera) | C     | David Rocastle    |
|    | Inghilterra (bandiera) | C     | Michael Thomas    |
|    | Inghilterra (bandiera) | A     | Kevin Campbell    |
|    | Inghilterra (bandiera) | A     | Andy Cole         |
|    | Inghilterra (bandiera) | A     | Perry Groves      |
|    | Inghilterra (bandiera) | A     | Paul Merson       |
|    | Inghilterra (bandiera) | A     | Alan Martin Smith |